# Cantone di La Cruz
Il cantone di La Cruz è un cantone della Costa Rica facente parte della provincia di Guanacaste.
Confina a nord con il Nicaragua, ad est con Upala, a sud con Liberia, ad ovest con l'Oceano Pacifico.
L'economia si basa essenzialmente sul turismo, sulla pesca e sulla coltivazione di riso, cotone e frutta. Nel territorio cantonale si trovano molte spiagge fra le più frequentate dagli amanti del surf, dello snorkeling e delle immersioni: Playa Cuajiniquil, Puerto Soley, Playa Las Nubes, Bahia Salinas, Playa Manzanillo.
Il cantone fu istituito con decreto il 23 luglio 1969 e prende il nome da una vecchia croce di legno che segnava il confine con il Nicaragua nei pressi della località Peñas Blancas.

## Geografia antropica

### Suddivisioni amministrative
Il cantone  è suddiviso in 4 distretti:

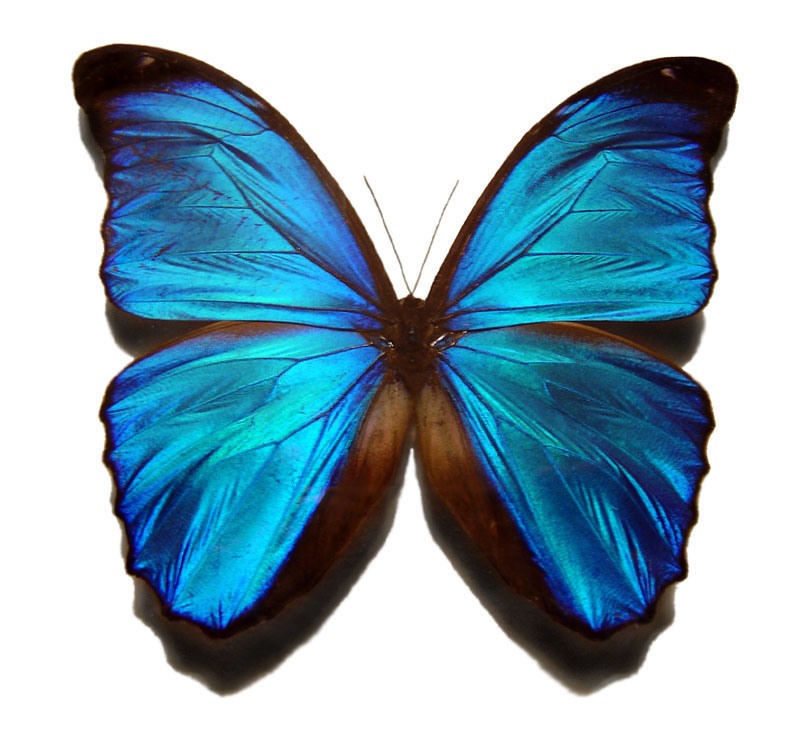
Il morpho blu (Morpho menelaus), farfalla comune nel Parco Nazionale Santa Rosa

- Garita
- La Cruz
- Santa Cecilia
- Santa Elena

## Aree protette
Il cantone di La Cruz ospita numerose aree protette e di interesse naturalistico, fra le quali devono essere menzionate il Parco Nazionale Santa Rosa e la Riserva Nazionale Isla Bolaños.